# Болсуновський провулок
Болсуно́вський прову́лок — провулок у Печерському районі міста Києва, місцевість Звіринець. Пролягає від Ломаківської вулиці до кінця забудови.

## Історія
Виник у XIX столітті під назвою Болсуновський провулок, за прізвищем київських купців Болсунових, які були також власниками будинків на Звіринці. 1940 року отримав назву Мічурінський завулок, на честь Івана Мічуріна. У 1953 році після приєднання 685-ї Нової вулиці, отримав назву провулок Мічуріна.
Сучасна забудова — з середини XX століття.
Сучасна (відновлена історична) назва — з 2023 року.